# Сосун
Сосун — скала на левом берегу реки Чусовой, в муниципальном образовании «город Нижний Тагил» Свердловской области.

## Описание
Скала на левом берегу реки Чусовая в муниципальном образовании «город Нижний Тагил», в 3 километрах к югу от села Верхняя Ослянка. Ближайший населённый пункт — деревня Заречная на том же левом берегу реки. «Сос» с мансийского языка — ручей. Весной со скалы льются ручьи.
Береговой камень высотой в 20 метров с выходами сланцевых пластов тёмно-серого и тёмно-коричневого цвета, чередующихся с мелкозернистым песчаником. Ниже река описывает крутую излучину, вскрывая древние девонские пласты.

## Ссылка
- Камень Сосун//Река Чусовая